# Schwarzes Kreuz (Symbol)

Hoheitszeichen der Bundeswehr

Das Schwarze Kreuz ist ein Hoheitszeichen, das von den preußischen, den deutschen und teilweise im Ersten Weltkrieg auch von den österreichisch-ungarischen Streitkräften genutzt wurde und beim Deutschen Orden als Ordenskreuz genutzt wird. Die Bundeswehr verwendet es als stilisiertes Tatzenkreuz bis heute. Ein schwarzes Kreuz auf weißem Grund führten bzw. führen auch das Erzstift und Kurfürstentum Köln sowie verschiedene Städte seines Territoriums in Wappen und Flaggen, z. B. Bonn, Kaiserswerth, Attendorn (mit zusätzlichem Roten Halbmond), Rheinbach und Rhens.

## Geschichte des Hoheitszeichens

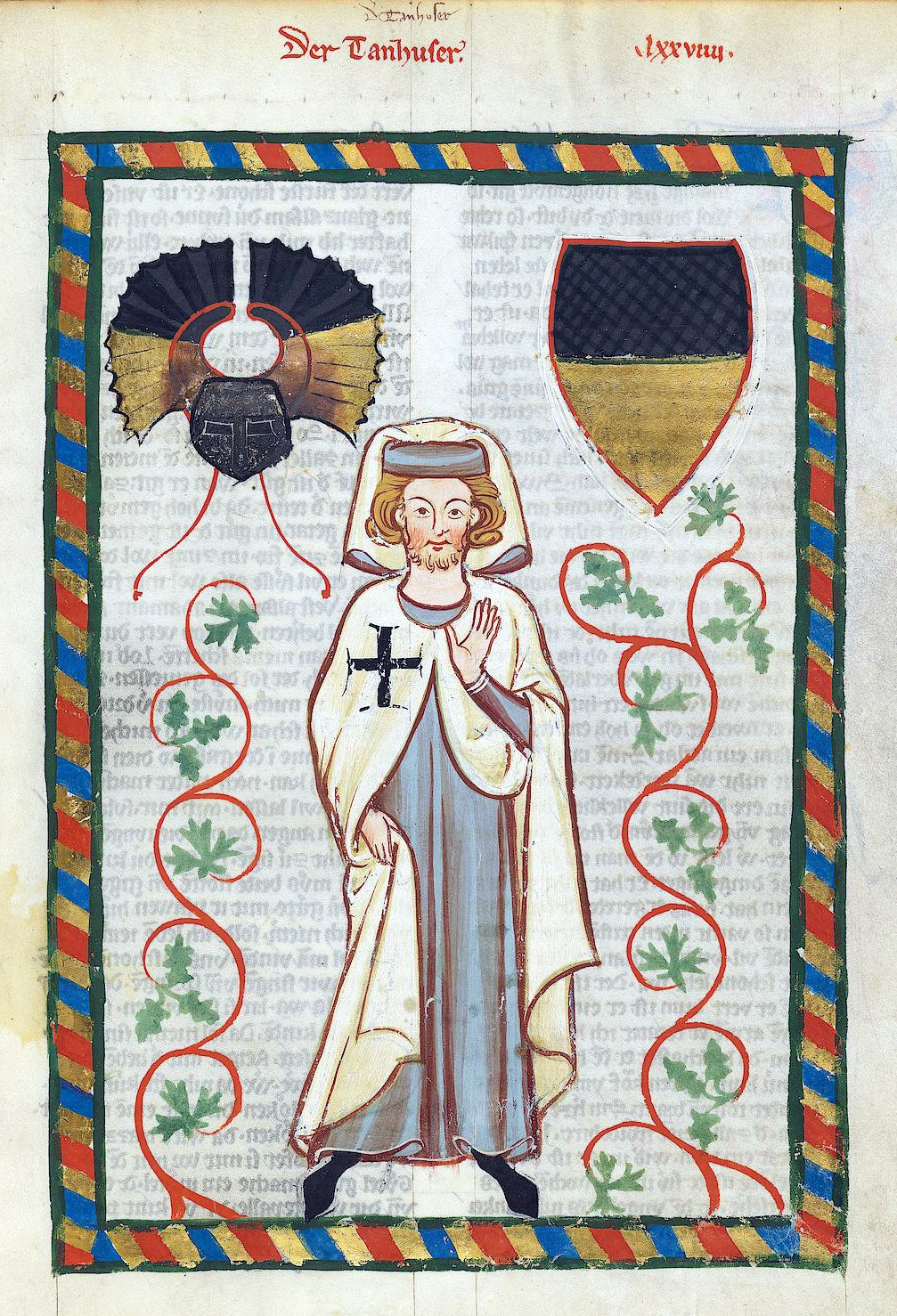
Tannhäuser als Deutschordensritter. Miniatur aus dem Codex Manesse mit Tatzenkreuz

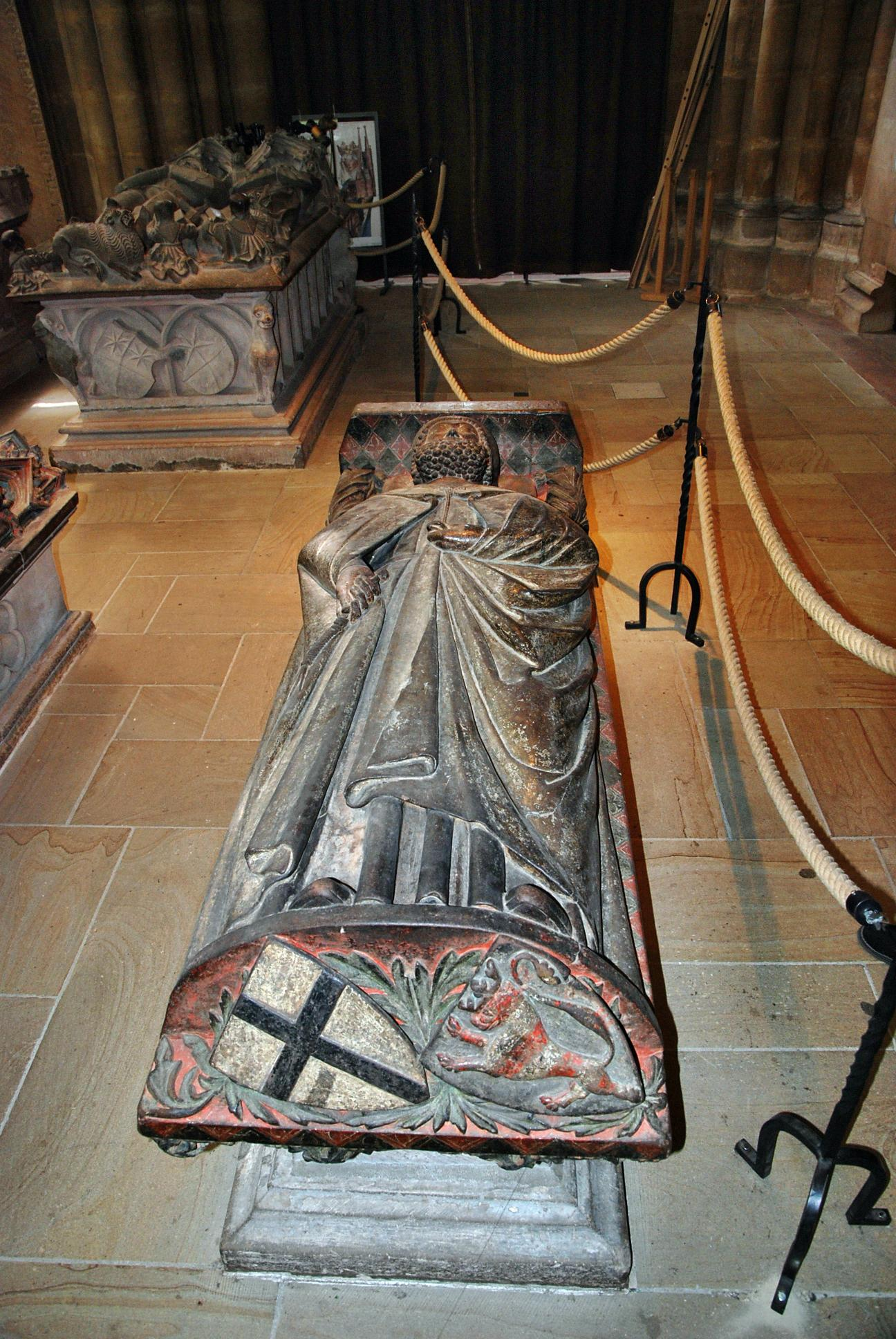
Lateinisches Kreuz, hier links unten am Grab des Konrad von Thüringen

Der Deutsche Orden nutzt seit seiner Gründung 1190 ein schwarzes Kreuz auf weißem Hintergrund zur Abgrenzung und Unterscheidung von den anderen Ritterorden, die bereits Kreuze in anderen Farben hatten. Die Bedeutung des Kreuzes geht auf das Kreuz Christi zurück und sollte zeigen, dass der Orden von christlicher Prägung ist.

### Ursprungsform
Die Ursprungsform, die der Deutsche Orden nutzte, trat in den Varianten schwarzes Tatzenkreuz oder schwarzes Lateinisches Kreuz auf weißem Hintergrund auf. Diese Darstellungen ähnelten den Zeichen anderer Ritterorden, insbesondere dem des Templerordens.

### 19. Jahrhundert
Zu Beginn der Befreiungskriege 1813 wurde das schwarze Kreuz auf weißem Hintergrund von Preußen als Kriegsauszeichnung und Symbol übernommen. Fortan zierte es neben dem schwarzen Adler die Preußische Kriegsflagge. Die Kriegsauszeichnung hatte den Namen „Eisernes Kreuz“ erhalten, da sie aus Eisen hergestellt wurde. Diese Bezeichnung bürgerte sich von nun an auch für das Hoheitszeichen ein. Vorschlag und Entwurf stammten von König Friedrich Wilhelm III., die Ausarbeitung von Karl Friedrich Schinkel.

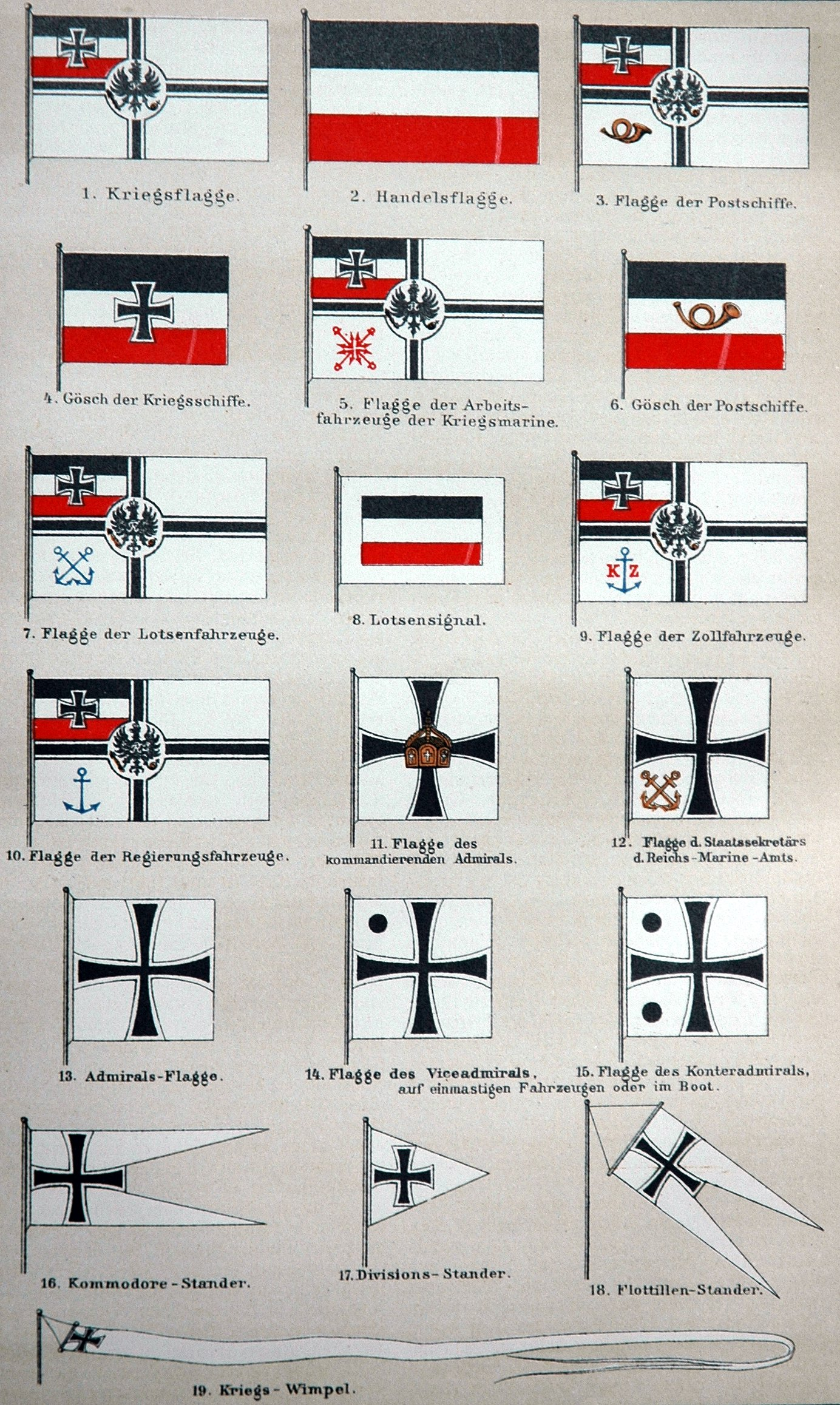
Flaggen des Deutschen Kaiserreichs

Mit der Gründung des Deutschen Reiches und der Kaiserlichen Marine 1871 erschien das Eiserne Kreuz in der Kriegsflagge, da es schon vorher an nicht preußische Soldaten des Norddeutschen Bundes verliehen worden war. Von 1916 bis 1918 wurde es in seiner vereinfachten Form als Balkenkreuz verwendet. Später übernahmen sowohl die Reichswehr als auch die Wehrmacht das Symbol in seinen verschiedenen Formen als Hoheitszeichen.

### 20. Jahrhundert
Am 1. Oktober 1956 ordnete Bundespräsident Theodor Heuss das schwarze Kreuz in Tatzenform unter dem Namen Eisernes Kreuz als Erkennungszeichen der „Luftfahrzeuge und Kampffahrzeuge der Bundeswehr“ an.

## Bündische Jugend
Auf dem Fichtelgebirgstreffen, auf dem die großen Bünde zusammenkamen (Alt-Wandervogel, DPB, Deutsche Neupfadfinder, Deutsche Ringpfadfinder, Großdeutscher Jugendbund, Junabu), wurde das Balkenkreuz als gemeinsames Zeichen gewählt.
Hierbei handelt es sich um eine Abwandlung des Deutschordens-Kreuzes, welches auf einem Dreieckswimpel über den Gruppenfahnen getragen wurde.
Auch nach dem Krieg wurde es weitgehend von vielen Bünden getragen, die Auseinandersetzung mit dem Balkenkreuz wurde aber zunehmend kritischer, im Zuge des Meißnerlagers 2013 entbrannten die Debatten erneut. Besonders im Fokus stand die Verknüpfung des Balkenkreuzes mit den Grenzlandfahrten der Bündischen Jugend. Bis 2013 legten es aber die meisten Gruppen ab.

## Ausführungsformen des Eisernen Kreuzes als Hoheitszeichen
Im Verlauf der Nutzung des Kreuzes wurde es immer wieder in seinen Ausführungsformen geändert.

### Eisernes Kreuz

Admiralsflagge der Kriegsmarine

Bei der Reichsmarine und ab dem Ersten Weltkrieg auf den Flugzeugen der Fliegertruppe wurde das Eiserne Kreuz als Tatzenkreuz mit weißer Umrandung oder auf weißem Hintergrund ausgeführt.
Diese Form wurde bis etwa 1916 auf den Flugzeugen der Fliegertruppe geführt. Auf den Flaggen der Marine blieb diese Form seit dieser Zeit erhalten.

### Marineform
Auf den Flaggen der Marine wird das Kreuz oft mit schmaleren Balken geführt.

### Weißes Kreuz

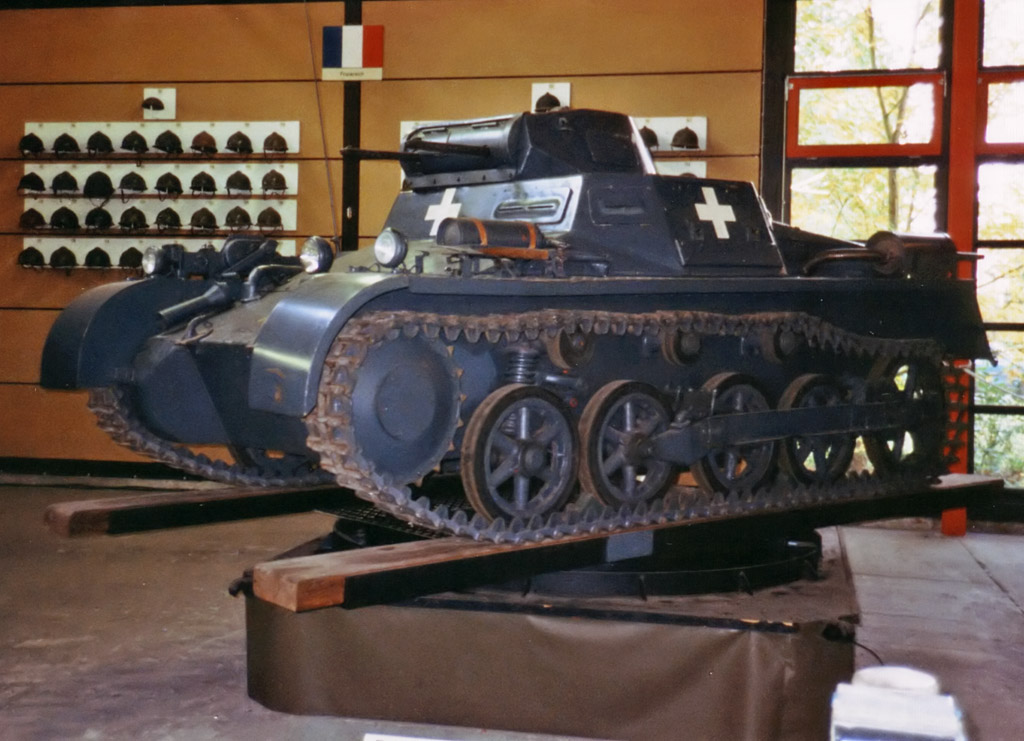
Panzer I mit weißem Kreuz

Zu Beginn des Zweiten Weltkrieges trugen die deutschen Panzer an allen Seiten ein weißes Kreuz als Erkennungszeichen. Jedoch zeigte sich bereits beim Überfall auf Polen, dass diese auffälligen Zeichen von der gegnerischen Panzerabwehr als Visierhilfe benutzt wurden. (Dieselbe Erfahrung mit einer auffälligen Kennzeichnung machten später die US-amerikanischen Truppen mit dem weißen Stern, der ihren Panzern als Erkennungszeichen diente.) Um diesem Problem zu begegnen, wurde während des Überfalls auf Polen vereinzelt das weiße Kreuz sandgelben ausgemalt, danach in das weiße ein schwarzes Kreuz hineingesetzt, wobei nur ein schmaler weißer Rand in Form von vier Winkeln verblieb – das dem Eisernen Kreuz ähnelnde Balkenkreuz.

### Balkenkreuz

Balkenkreuz

Das Balkenkreuz wurde etwa ab 1916 bei der Fliegertruppe und den Panzertruppen des Deutschen Reiches verwendet. Es war ein einfaches Kreuz in Weiß oder Schwarz mit einer Umrandung in den Innenkanten des Kreuzes. Bei der Wehrmacht wurde diese Form des Kreuzes auch ohne Innenfarbe genutzt, wobei nur die Umrandung gemalt wurde.
Wichtig zu beachten ist, dass das Balkenkreuz im 2. Weltkrieg unterschiedliche Ausführungen besaß. Zum Beispiel ist der weiße Teil des Kreuzes nicht immer gleich breit.
Ab 1918 benutzte auch die k.u.k. Luftfahrtruppen der Armee Österreich-Ungarns das Balkenkreuz als Hoheitssymbol für ihre Flugzeuge.

### Bundeswehr

Hoheitszeichen der Bundeswehr

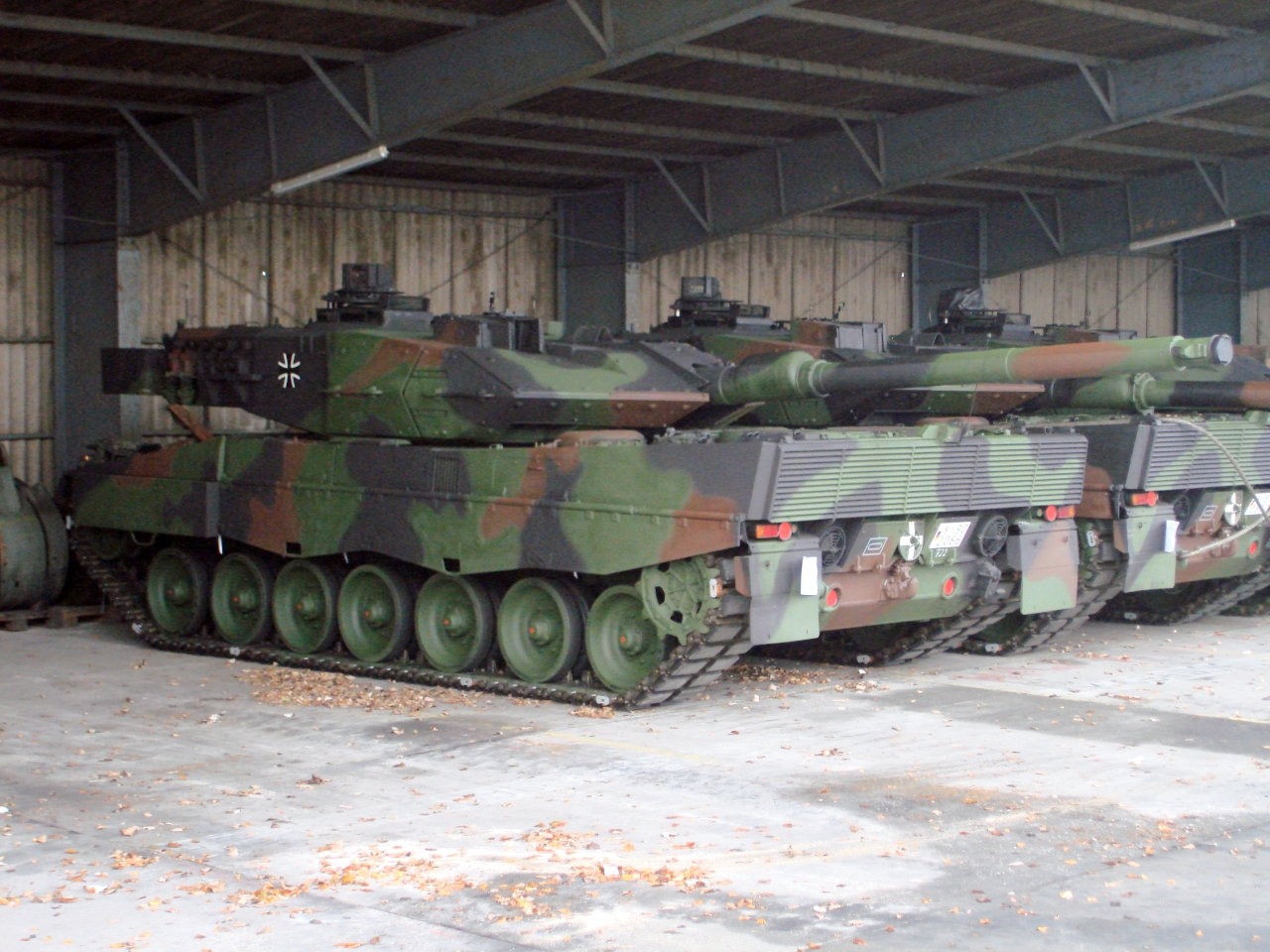
Kreuz auf einem Kampfpanzer Leopard 2 der Bundeswehr

Die Bundeswehr ging wieder auf die Form des Tatzenkreuzes des Deutschen Reiches und der Weimarer Republik zurück, die weiße Umrandung ist aber bei der Bundeswehr auf die Innenkanten des Kreuzes beschränkt.